# Phronia cordata
Phronia cordata är en tvåvingeart som beskrevs av Lundstrom 1914. Phronia cordata ingår i släktet Phronia och familjen svampmyggor. Arten har ej påträffats i Sverige. Inga underarter finns listade i Catalogue of Life.